# Minnesota Lynx

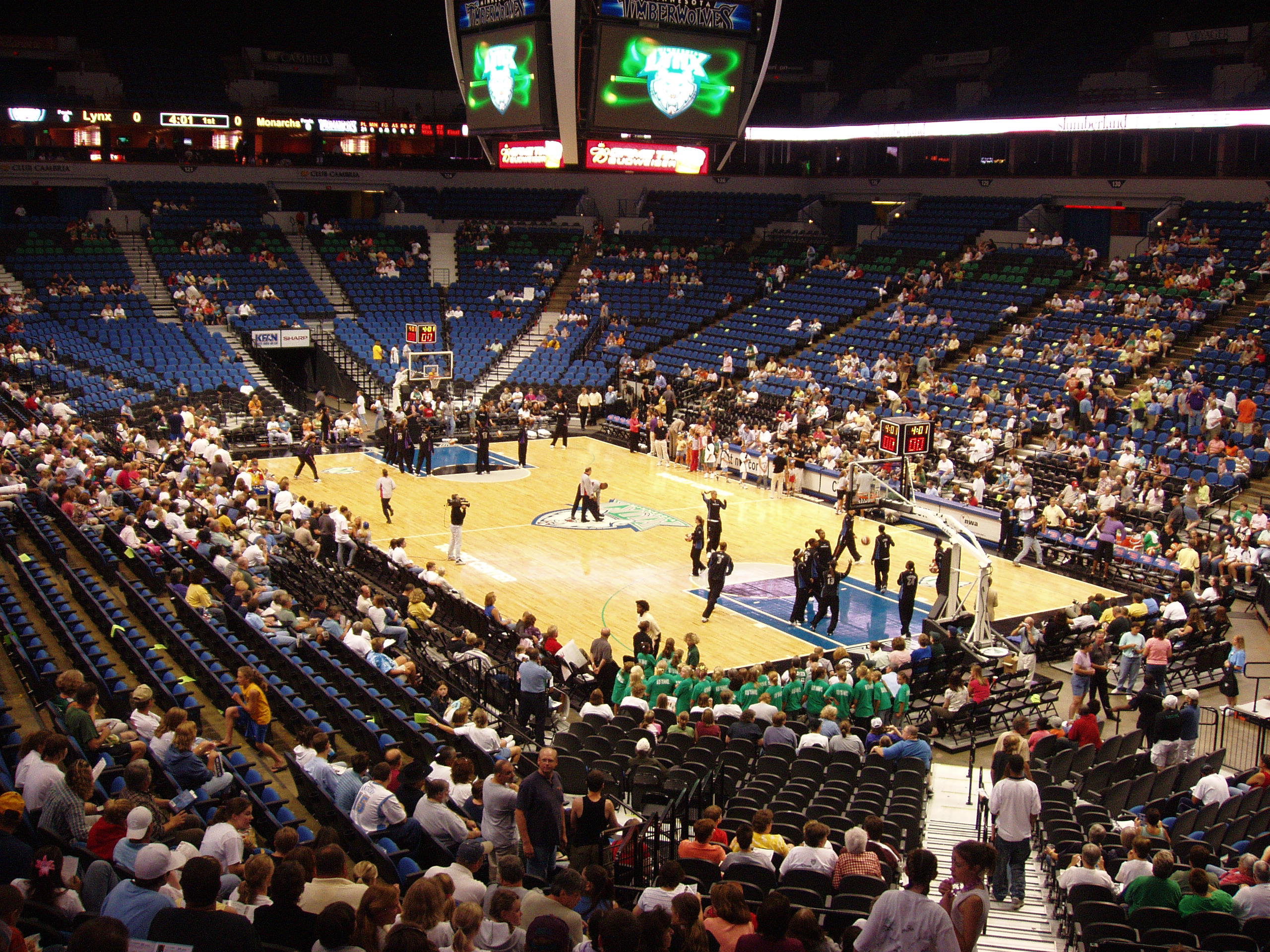
Minnesota Lynx hemmaarena Target Center.

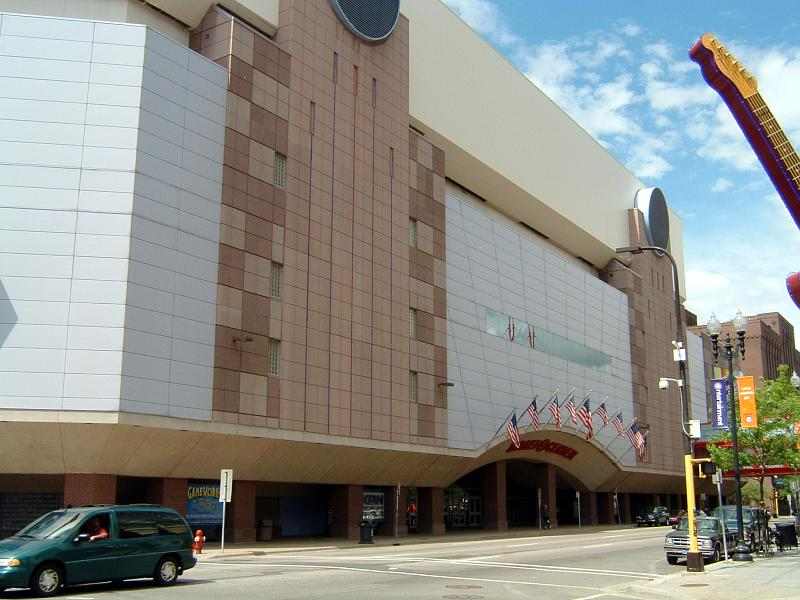
Target Center i Minneapolis.

Minnesota Lynx, som grundades 1999, är en basketklubb i Minneapolis i Minnesota som spelar i damligan WNBA sedan säsongen 1999. Minnesota Lynx är också ett så kallat systerlag till NBA-laget Minnesota Timberwolves. Minnesota Lynx gavs namnet efter lodjuret (lodjur heter lynx på engelska), vilket det officiellt döptes till den 5 december 1998.

## Historia
Den 22 april 1998 meddelade WNBA att ligan skulle expanderas med två nya lag inför säsongen 1999, varav Minnesota blev det ena. När Minnesota inledde sin första säsong den 12 juni 1999 fanns det 12 000 åskådare på plats i hemmaarenan Target Center när man tog emot Detroit Shock och vann med 68–51. Totalt vann Minnesota 15 av 32 matcher under sina första två säsonger i ligan, men de missade att gå till slutspel båda gångerna. Efter två sämre säsonger kom Minnesota igen till 2003 då de vann 18 matcher och gick till sitt första slutspel, där det dock blev förlust redan i första slutspelsomgången mot Los Angeles Sparks med 1–2 i matcher. Året efter tog sig Minnesota åter till slutspelet, men även den gången blev det förlust i första omgången då Seattle Storm vann med 2–0. Efter det har Minnesota varit ett bottenlag i Western Conference och inte varit i närheten av att nå slutspelet. Men säsongen 2010 var de ytterst nära att åter ta sig till slutspel då laget slutade på samma matchkvot som Los Angeles Sparks (13 vinster och 21 förluster).
Säsongen 2011 var Minnesota det bästa laget i grundserien för WNBA efter att ha vunnit 27 av 34 matcher och tog sig till slutspel för första gången sedan 2004. I första omgången besegrade man San Antonio Silver Stars med 2–1 och i semifinalen vann man över Phoenix Mercury med 2–0 och var klara för sin första WNBA-final någonsin. För motståndet i finalen stod Atlanta Dream; efter en jämn finalserie hade Minnesota Lynx bärgat sin första WNBA-titel efter 3–0 i matcher.

## Meriter
- WNBA-mästare: 2011
- Conference-mästare: 2011